# 佐藤昌信
佐藤 昌信（さとう まさのぶ、生年不詳 - 元和3年8月18日（1617年9月17日））は、戦国時代の武士・里正・神官。通称・石見守、勘右衛門。父・佐藤忠能、子・佐藤信定。相模佐藤氏の祖。兄弟に佐藤忠康、佐藤能信、佐藤継成室、斎藤利治室（正室院）、八重緑。美濃国加治田出身。

## 生涯
堂洞合戦、関・加治田合戦に参戦。
武芸川八幡に郷侍として居住。
後の加治田・兼山合戦にも加治田衆佐藤氏一門として加わっている。
戦後、斎藤利堯病死後、加治田城が廃城となった後、昌信は、天正11年（1583年）東国の佐野川に移住。
移住後、里正・神官となった。

## 人物・逸話・子孫
- 「前濃州加治田城主佐藤紀伊守嫡男勘右衛門改石見守昌信　石尊道見居士　此年号元和九年」。この墓が濃州に向いて建っている[2]。
- 「旧家才兵衛、里正（村長）となり、氏は佐藤家系、先祖石見守昌信、濃州武儀郡八幡より天正の頃是の地に移来ると云。」（『新編相模国風土記稿』 津久井縣 佐野川村 舊家才兵衛[3]）
- 「天正十三乙酉年十一月十五日として五名の神官の名を列ね、四人目に佐藤石見守昌信とあり。」[4]
- 「中興先祖、本国濃州加治田城主、佐藤紀伊守嫡男勘右衛門改メ石見守、天正の頃濃州八幡（武儀郡武芸川町）ヨリ当国佐野川ノ郷、岩二来ル-中略-元和-三丁巳（1617年）八月十八日卒、法名石祖道見ト号ス。」[5]
- 武芸川八幡には、石見守創建寺である福寿寺があり、「延命院殿石州太守直阿・・・大居士」がある[6]。
- 石見守の家紋は、佐藤忠能と同じである[7]。
- 移住の時は、相当の金銀と武具を馬に積み、近親の者と共に中山道から甲斐を経て相模に入ったものと思われる。この地に新しく居住し、里正となり神官として人望を得たことは、相当の富力を持ち、人物も勝れていたと思われる[8]。
- 加治田龍福寺に於いて、佐藤紀伊守四百年法要の際、相模佐藤氏遺族が参加した。
- 永禄8年（1565年）から永禄10年（1567年）の間に佐藤忠康と弟昌信の間で争いが置き、昌信が忠康を殺して加治田城を奪ったが、稲葉山城攻撃の直前だったため、織田信長の喚起に触れて忠能は引退し、昌信は武芸八幡に移封またはお預けとなって、子孫はこの不名誉を忠康が戦死したことにして隠蔽したという説がある。又、佐藤忠能の別腹子とも言われる[9]。